# Alexander 23
Alexander Glantz (Deerfield, Illinois, 23 de enero de 1995), conocido por su nombre artístico Alexander 23, es un cantautor y productor discográfico estadounidense. 
Desde que lanzó su primera serie de sencillos y EP en 2019, ha trabajado con artistas como Olivia Rodrigo, John Mayer, Selena Gomez, Tate McRae, Charlie Puth, Noah Kahan, Laufey, Role Model, Reneé Rapp, Omar Apollo, Jeremy Zucker, Kenny Beats, David Kushner, Glaive y Megan Thee Stallion, y ha acumulado cientos de millones de reproducciones en Spotify de su propia música.

## Primeros años
Glantz se crio en Deerfield, Illinois un suburbio de Chicago, Illinois. A la edad de 8 años, Glantz vio a su padre tocar la guitarra, lo que lo inspiró a aprender también.. Cuando era adolescente, se unió a una banda donde también aprendió a tocar el bajo, el piano y la batería.
Después de la secundaria, Glantz fue a la Universidad de Pensilvania para estudiar ingeniería, pero la abandonó un año después para dedicarse a la música más en serio. Glantz luego se mudó a Los Ángeles, California, para comenzar a escribir canciones y producir para otros y poco después decidió escribir canciones para sí mismo y seguir una carrera como artista.

## Carrera
Alexander firmó con Interscope Records en 2019. Lanzó su primer sencillo "Dirty AF1s" en 2019, que llegó a la lista de reproducción New Music Friday de Spotify y fue reconocido como el "Bop de la semana" de Apple Music. Después de lanzar cinco sencillos posteriores, Interscope lanzó su primer EP I'm Sorry I Love You en octubre de 2019.
Desde el lanzamiento de su primer EP, Alexander ha lanzado varios sencillos y colaboraciones con artistas como Selena Gomez, Jeremy Zucker, Chelsea Cutler y mxmtoon. También ha escrito y producido canciones para otros artistas como Role Model, Olivia Rodrigo, Tate McRae y Louis The Child.
Hizo su primer debut en vivo como telonero de Alec Benjamin en su Outrunning Karma Tour en 2019 y desde entonces ha sido telonero de artistas como mxmtoon, Chelsea Cutler, y Omar Apollo. Alexander estaba programado para abrir para Lauv durante su gira How I'm Feeling en agosto de 2020; sin embargo, debido a la pandemia de COVID-19, estas fechas de la gira fueron canceladas. Alexander agotó instantáneamente las entradas para sus dos primeros espectáculos principales en Los Ángeles en febrero de 2020.

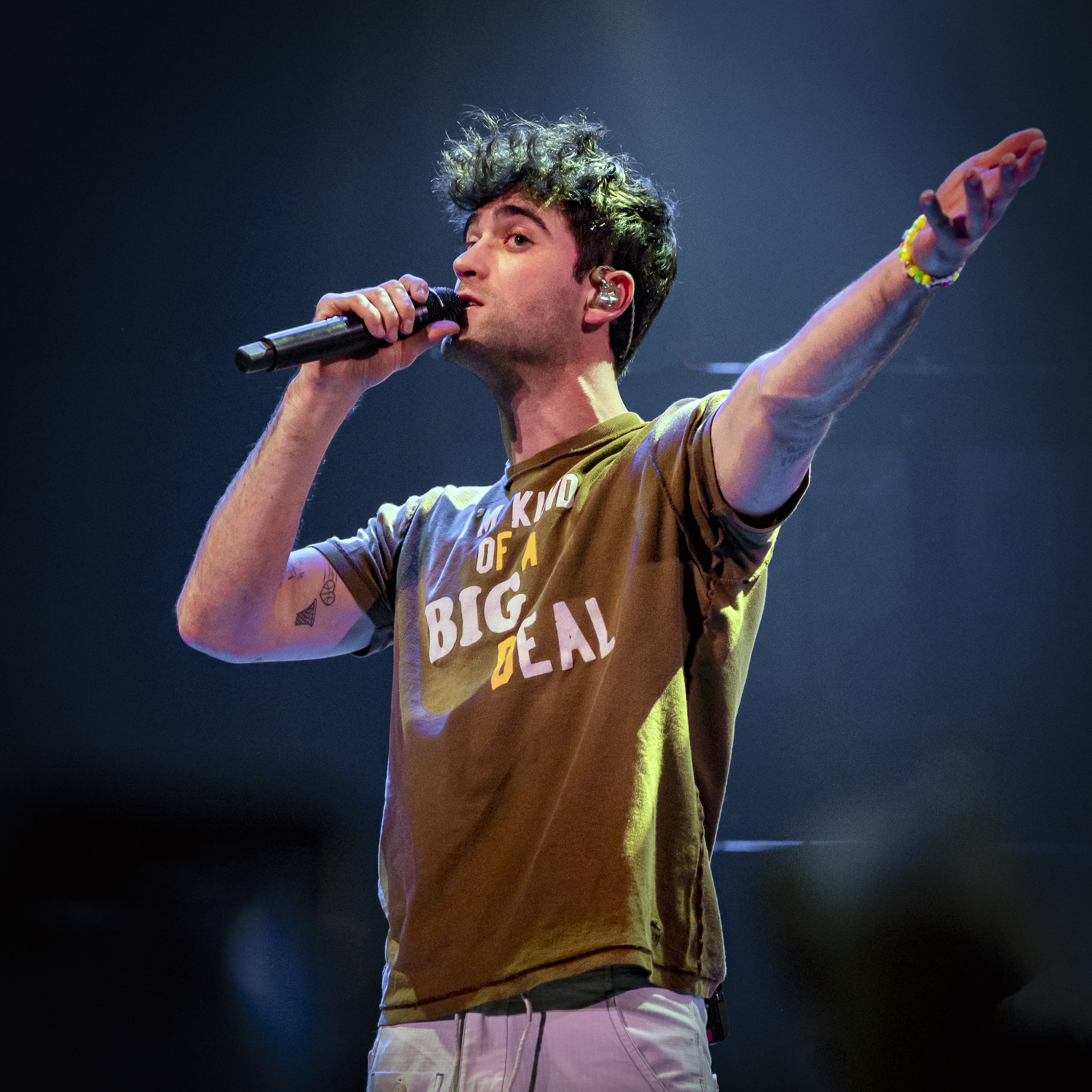
Alexander 23 en 2022

Al describir su decisión de usar Alexander 23, Alexander dijo: "Nací el día 23, crecí en Chicago y vi a Michael Jordan como una gran figura en el baloncesto y estaba obsesionado con él, y llevaba el número 23. Además, Tenía 23 años cuando comencé a escribir estas canciones. Sabía que quería usar mi nombre real y pensé en darle vida agregando el número 23 al final".
Alexander también es miembro de la banda de diez miembros Top Bunk.
Su segundo EP, Oh No, Not Again! fue lanzado el 19 de febrero de 2021 en Interscope Records.
Alexander coprodujo "Good 4 U" de Olivia Rodrigo con Dan Nigro, que se lanzó el 14 de mayo de 2021 a través de Geffen Records e Interscope Records y debutó en la cima del Hot 100 de Billboard.
Alexander fue nominado al Álbum del Año en los Premios Grammy 2022 por su trabajo de producción en Sour de Olivia Rodrigo.
En la primavera de 2022, Alexander se unió a John Mayer como telonero de su gira Sob Rock.
Alexander se desempeñó como productor ejecutivo del álbum debut de Reneé Rapp, Snow Angel, que se lanzó en agosto de 2023.

## Discografía
| Álbumes de estudio - 2022: Aftershock | EPs - 2019: I'm Sorry I Love You - 2021: Oh No, Not Again! |

## Giras
| Artista principal - 2021: Oh No, Not A Tour! - 2022: Aftershock Tour | Artista de apoyo - 2019: Alec Benjamin - Outrunning Karma Tour - 2019: Omar Apollo - The Speed of Sound Tour - 2022: John Mayer - SOB Rock Tour - 2023: Reneé Rapp - Snow Hard Feelings Tour |

## Premios y nominaciones

### Premios Grammy
| Año  | Categoría     | Trabajo nominado | Resultado |
| ---- | ------------- | ---------------- | --------- |
| 2022 | Álbum del Año | Sour             | Nominado  |